# یحیی بی دوکاگجینی
یحیی بی دوکاگجینی (به ترکی استانبولی: Yahya bey Dukagjini) (زاده ۱۴۹۸– مرگ ۱۵۹۸؛ که در زبان ترکی به دوکایین‌زاده یحیی بی یا تاشلیجالی یحیی بی و به زبان آلبانیایی به جاهجها بج دوکاگجینی شناخته می‌شد) شاعر و نظامی عثمانی بود. وی یکی از مشهورترین شاعران دیوانی قرن شانزدهم ترکیه است و به زبان ترکی عثمانی می‌نوشت.
عثمانی‌ها او را در جوانی و از طریق نظام دوشیرمه به استخدام خود درآوردند. وی علاوه بر شاعری، شخصیت مهم نظامی عثمانی، در دوران فراز و گسترش آن امپراتوری بود که به عنوان کاپیتان ارشد (bölükbaşı)خدمت کرد و در جنگ چالدران در سال ۱۵۱۴،جنگ عثمانی و مملوکان در سال ۱۵۱۵، فتح بغداد در سال ۱۵۳۵، و محاصره سیگتوار در ۱۵۶۶ شرکت کرد. بعدها او به به دلیل مرثیه‌ای که در مورد شاهزاده مصطفی، پسر اول سلیمان یکم نوشت، از چشم، رستم پاشا که وزیر اعظم بود، افتاد و به بالکان تبعید شد. او سال‌های انتهایی عمرش را در بالکان گذراند.
به عنوان شاعر، دوکاگجینی به اصالت کار معروف است. او علی‌رغم استفاده از مضامین موجود در ادبیات فارسی، داستان‌هایی به سبک خود تعریف می‌کرد که از جمله آنها شعر یوسف و زلیخا است. اثر بعدی او، دیوان، شامل پنج مثنوی است که از سنت ادبیات فارسی وام گرفته‌است.

## آثار
- دیوان، چاپ در استانبول به سال ۱۹۷۷.
- خمسه (پنج شعر):
  1. Şah ü Geda - شاه و گدا
  2. Yusuf ve Züleyha - یوسف و زلیخا
  3. Gencine-i Raz - گنجینه‌ٔ راز
  4. Gülşen-i Envar - گلشن انوار
  5. Kitab-ı Usul - کتاب اصول
- reehrengiz-i İstanbul (استانبول شهرانگیز)
- Şehrengiz-i Edirne (ادیرنهٔ شهرانگیز)

دو شعر اضافی نیز وجود دارند که معمولاً به دوکاگجینی نسبت داده می‌شوند:
- Nāz ü-Niyāz - ناز و نیاز
- Sulaimān-nāme - سلیمان‌نامه